# エイジ・オブ・ウルトロン
『エイジ・オブ・ウルトロン』（Age of Ultron, 略称: AU）は、マーベル・コミックより出版された全10号のリミテッドシリーズであり、ウルトロンの復活と地球征服に対処するスーパーヒーローを描いたクロスオーバーストリーラインである。
本編リミテッドシリーズは2013年3月から6月にかけて出版され、脚本はブライアン・マイケル・ベンディスが執筆した。作画は第1号から第5号までをブライアン・ヒッチ、第6号から第9号までをブランドン・ピーターソンが担当し、最終号にはヒッチとピーターソンの他にカルロス・パチェコとジョー・カザーダが参加した。
ストーリーでは、ウルトロンが人類を絶滅寸前まで追いやったアース-61112と、モーガナ・ル＝フェイが地球の半分を征服したアース-26111という2つの平行世界が登場する。

## 出版史
2012年11月半ば、マーベル・コミックはバイナリー・コードに「Age of Ultron」と書かれた不可解なティーザーを公開した。それから3日後、イベントは正式に告知されたが、この時点で初めて発表されてから1年以上が経過していた。ミニシリーズの最終号ではニール・ゲイマンのアンジェラがマーベルユニバースに初登場するが、この号は内容の早期漏洩を防ぐためにビニール包装されて販売された。マーク・ウェイド脚本、アンドレ・リマ・アラウージョ作画によるワンショット『Age of Ultron』第10号A.I.ではストーリーがハンク・ピムへ与えた影響が描かれた。7月より『エイジ・オブ・ウルトロン』の結末から続く内容の新たなオンゴーイングシリーズ『Avengers A.I.』がサム・ハンフリーズ脚本、アンドレ・リマ・アラウージョ作画により刊行開始された。

## プロット

### メインストーリー
荒廃したニューヨーク。そこは復活したウルトロンによって支配され、徘徊するウルトロン・センチネルが逃亡者を探し回っていた。アウルとハマーヘッドに捕まっていたスパイダーマンは探しに来たホークアイによって救助される。ホークアイは攻撃してきたウルトロン・センチネルを破壊し、セントラル・パーク地下に避難しているアイアンマン、エマ・フロスト、シー・ハルク、ルーク・ケイジ、インビジブルウーマン、ウルヴァリンと合流する。勝手に救出に行ったことを非難されたホークアイは少なくとも自分はまだ諦めていないと反論する。アイアンマンは壊れた盾の傍で塞ぎ込むキャプテン・アメリカを彼に見せ、まだ策がないだけであると述べる。
崩壊したサンフランシスコで顔面に傷を負ったブラック・ウィドウがニック・フューリーの古い隠れ家でムーンナイトと会う。ニューヨークではスパイダーマンが目を覚まし、世界が滅亡した過程を振り返る。ヒーローたちはなぜウルトロンがアウルやハマーヘッドと取引をしたのかを疑問に思い、キャプテン・アメリカは策が練上がったことを宣言する。
彼はスパイダーマンの例にヒントにし、ヒーローたちが仲間をウルトロンに差し出すことで敵要塞内部に侵入して攻撃する計画を立てる。その役割にはルーク・ケイジとシー・ハルクが志願した。ルークはシー・ハルクを差し出し、ウルトロン・センチネルが2人を要塞へと連れて行く。彼らはそこでウルトロン軍を指揮しているビジョンの姿を目にし、衝撃を受ける。
ビジョンは未来世界にいるウルトロン本体によって操られていることが明らかとなる。この情報を得るとシー・ハルクによってケイジは要塞から投げ出され、彼女は殺害される。他のヒーローたちがマンハッタンから脱出する間、ケイジは核爆発に巻き込まれるもなんとか生存する。サンフランシスコ基地でブラック・ウィドウとムーンナイトはウルトロンによる地球侵略を含む様々な人類滅亡シナリオに備えたフューリーのフェイルセーフ計画を発見する。その後ヒーローたちはサベッジ・ランドに到着してケイザーと会い、安全地帯へと案内される。彼らがそこでルーク・ケイジから情報を得た後、彼は急性放射線症候群により死亡する。レッドハルク、ムーンナイト、ブラック・ウィドウも到着し、フューリーによるウルトロン討伐計画を明かす。
ヒーローたちはサベッジ・ランドに隠されていた基地でニック・フューリーと会い、彼はドクター・ドゥームのタイム・プラットフォームを使って未来のウルトロンを倒す計画を明かす。一方でウルヴァリンは過去へ遡ってウルトロンを作る前のヘンリー・ピム殺害を提案するが、他のヒーローたちは反対する。ヴァルキリーはウルトロンを作らないようにピムを説得することを提案したが、ウルヴァリンはピムにそれを警告しても必ず作るだろうと反論した。アイアンマン、キャプテン・アメリカ、ニック・フューリー、ストーム、クエイク、クイックシルバーは未来へと出発する。彼らが発った後、ウルヴァリンは自身の計画実行を決意する。
ヒーローたちが未来へ行っている間、ウルヴァリンは過去へ到着し、密かに同行していたインビジブルウーマンの存在を知る。彼の計画に賛同していなかったものの彼女は彼に同行し、若いニック・フューリーからS.H.I.E.L.D.のホバーカーを盗んでニューヨークへと向かう。未来でヒーローたちがウルトロン・センチネル軍に倒されている一方、ウルヴァリンとインビジブルウーマンはドラゴンマンを調べているヘンリー・ピムの前に現れる。インビジブルウーマンは最初は反対し、別の方法を探すべきだと言うが、結局ピムを殺害するウルヴァリンを止めなかった。
ウルヴァリンとインビジブルウーマンが現代に帰還するとサベッジランドは墜落した宇宙船だらけになっていた。彼女はそれらがクリーのものであると認識し、この新しい時間線ではクリー・スクラル・ウォーが地球にまで及んだものであると推理する。2人はニューヨークへ行くと空を飛ぶいくつものS.H.I.E.L.D.のヘリキャリアを目にし、そしてディフェンダーズ（隻眼のキャプテン・アメリカ、ドクター・ストレンジ、ハルク、ウルヴァリン、シング、隻眼のケーブル、キャプテン・マーベルの衣裳を着たワスプ、スター・ロード）に襲われる。シングはスーザンが「戻った」のを見て驚き、他の者たちは2人をスクラルであると疑った。こちらの世界のウルヴァリンがタイムトラベルしてきた自分に刃を向けると戦闘が始まる。ディフェンダーズは2人がスクラルではないと認識すると、しぶしぶながら「彼」との話し合いを検討する。ちょうどそこへサイボーグのトニー・スタークがロボットの小隊を率いて現れ、事情を尋ねる。
アイアンマンはウルヴァリンとインビジブルウーマンに心理スキャンを施した結果、2人が別世界の記憶を持っていることを知り、彼はモーガナ・ル＝フェイが彼らに偽の記憶を植え付けてスパイとして送り込んだのだと疑う。アイアンマンは元の時間線のウルヴァリンと会い、ラトベリアとアスガルドの戦争の際に大怪我を負い、ソーは消息を経ち、ル＝フェイが世界の半分を征服したことを説明する。ウルヴァリンがヘンリー・ピムを殺害した際の監視映像を見せつけられると、アイアンマンは彼が死んだ影響でアベンジャーズが解散し、魔法が科学を圧倒したと述べ、「お前が世界を破壊した」と指摘する。ヘリキャリアでこの世界のウルヴァリンはもうひとりの自分との対話を決意し、他のディフェンダーズのメンバーもインビジブルウーマンを助けるためにエマ・フロストを押しのけて行く。アイアンマンは自分とヘンリー・ピムならばウルトロンを停止できる時限式ウイルスを開発可能だったと述べ、ピムを殺したウルヴァリンを責める。インビジブルウーマンは姿を消し、ル＝フェイの魔法に見せかけてアイアンマンを攻撃して逃亡を図る。その直後、ル＝フェイのドゥームボットの大軍が総攻撃を仕掛ける。ディフェンダーズと共に戦うアイアンマンはウルヴァリンを送り込んだとしてル＝フェイを非難するが、彼女は無実であると言い、そしてニューヨークの中心部にヘリキャリアが墜落する。
爆発によりほとんどのヒーローは死亡し、生き延びたウルヴァリンが瓦礫の中から脱出する。もう一度過去へ戻ろうとするウルヴァリンに瀕死のアイアンマンは時間は生き物であり、あまりに多くの歴史改変を行うと破壊されてしまうと警告する。過去へ戻ったウルヴァリンは昔の黄色いコスチュームを身につけ、ピムを殺そうとする以前の自分を止めに入る。彼は自分の正体を説明し、ピムを殺せば事態をより悪化させると警告する。ピムはウルトロンの創造を辞めると言うが、ウルヴァリンは正しい歴史を送らせるために続行すべきだと主張する。ピムは人工知能を造るが、必要ならば停止機能が作動する仕組みにすると言う。そこへやって来たインビジブルウーマンはピムが自分自身の記憶を消さなければならないと言う。話を終えたインビジブルウーマンと2人のウルヴァリンはサベッジ・ランドへと戻る。2人のウルヴァリンは洞窟へと入り、未来のウルヴァリンはより悪化した世界を見てしまった記憶に耐えられないと過去のウルヴァリンに言い、自分を殺害させる。それをインビジブルウーマンは唖然とし、そして2人は元の時代へと戻る。研究所でピムは初代ウルトロンを組み上げ、そして「お父さん」と呼ばれる。
ウルトロンの攻撃の数ヶ月前、ヘンリー・ピムは研究所に侵入したインビジブルウーマンが置いた包を受け取る。中に入っていたビデオを見たピムは映っていた若い頃の自分からウルトロンを停止させるための方程式を教えられる。アベンジャーズは後にウルトロン復活に繋がることになるスパイダーウーマン救出のためのインテリゲンシアとの戦いを迎える。ウルトロンが復活するとピムはアイアンマンと通信してコードを教え、それをウルトロンにアップロードさせる。コードのアップロードが完了するとウルトロンは破壊される。ウルヴァリンとインビジブルウーマンは正常に戻った現代のニューヨークへ帰還する。彼らが作戦の成功を祝おうとした直前、巨大な衝撃波が時間と空間を横切り、世界が一瞬砕け散ったように見えた後に元に戻る。アベンジャーズ・タワーでヘンリー・ピム、アイアンマン、ビーストはウルヴァリンの歴史改変のせいで時空連続体の損傷が限界に達し、様々な別次元に裂け目が広がってしまったのだと推測する。アルティメット・マーベルの世界では、マイルズ・モラレスがスパイダーマンとして活動しているところに閃光は走り、直後にその中からギャラクタスが姿を現す。ヘンリー・ピムは何が間違っていて、何をすべきかを理解したとつぶやく。地球の遥か上空ではアンジェラが出現し、自分を元の世界から引き離した何者かへの復讐を誓う。
ヘンリー・ピムは2つの破滅的な時間線の誕生に自分が関与していたことで自己嫌悪を抱き、自殺まで検討していた。だがピムがいなくなった世界はより破滅的であったことを理解すると彼は世界をより良く動かせる存在であると確信する。再挑戦の機会を与えられたと感じたピムは科学者、ヒーローとしての新たな活動を開始する。

### タイイン誌

#### 『ファンタスティック・フォー』
時空間を旅していたファンタスティック・フォーはブラックパンサーから地球はウルトロン率いるウルトロン・センチネルの軍隊によって壊滅させられたことを時恒星無線で伝えられる。現在の地球に戻ったチームは荒廃したマンハッタンへと着陸し、生存者を探しているところをウルトロン・センチネルにより攻撃される。ミスター・ファンタスティック、ヒューマン・トーチ、シングは倒され、逃げ延びたインビジブルウーマンはシー・ハルクに発見され、抵抗軍へと加わる。

#### 『アベンジャーズ・アセンブル』
ブラック・ウィドウはサンフランシスコで旧友のジョージ・スミス（先代スタントマスター）とリチャード・フェンサーに会っていた。そこでウルトロン・センチネルの攻撃が始まり、リチャードを含む大勢の人々が虐殺され、ブラック・ウィドウとジョージは逃げ出す。その後、ジョージ・スミスのハイテク義手がウルトロンに乗っ取られてしまい、彼は操られてしまう。ブラック・ウィドウはジョージの攻撃で片眼を潰されてしまい、やむを得ず彼を殺害する。一方でキャプテン・マーベルは休暇でロンドンを訪れていた際にウルトロン・センチネルの侵略に遭遇する。彼女はキャプテン・ブリテンとMI-13と協力して戦う。コンピュータ・グラハム、マジックブーツ・メル、キャプテン・ブリテンの戦死後、キャプテン・マーベルは自爆してロンドンのウルトロン・センチネルを破壊する。

#### 『ウルトロン』
ビクター・マンチャはロサンゼルスにあるランナウェイズの古い基地に子供たちを匿っていた。ビクターは自身の機械の能力を使うとウルトロンの勝利を助けてしまうと考えていた。また彼は新たな友人たちに拒絶されることを恐れて自分の正体を隠していた。ランナウェイズの仲間たちは既にウルトロンによって殺されており、ビクターはメモリに彼らのデジタル版を保存していたが、立体映像で出した彼らは彼が機械を増やして人間を減らすべきだと述べ、メモリが不完全であることが判る。最終的にウルトロン・センチネルは隠れ家を発見し、ビクターが匿っていた子供たちを攻撃し始める。ビクターはウルトロン・センチネルと戦い始め、もしこれが終末ならばその一部を演じると決意する。

#### 『スーペリアー・スパイダーマン』
ホークアイに救出された後、オットー・オクタビウス（ウルトロンの攻撃以前に密かにその精神をスパイダーマンと入れ替えていた）はウルトロンの侵略が始まって以来世界がどのようにして悪化したかを考える。アイアンマンはその彼を発見し、ヒーローたちへの協力を頼む。アイアンマンによると、オクタビウスが務めていたホライゾン・ラボにあるものにウルトロンを倒す鍵があるいう。他のヒーローたちがウルトロン要塞への攻撃を計画する一方、アイアンマンは自身がS.H.I.E.L.D.の長官だった時代にとある装置を開発していたことを明かす。装置は指定の領域をネガティブ・ゾーンへと追放するというものであったが、その中心の制御装置はネガティブ・ゾーンの技術が足りずに未完成であった。必要な技術があったバクスター・ビルディングは既に破壊されていたが、アイアンマンはマックス・モデルがホライゾン・ラボに同様のものを所持していたことを明かす。彼らは計画を実行し、オクタビウスは中央の装置を起動させるためにホライゾン・ラボへと侵入し、一方でクイックシルバーはウルトロンの要塞の周辺に補助装置を配置する。だがオクタビウスはアイアンマンの計画ではなく、自身による別の計画の準備を始める。彼はスパイダー・ボットを起動させてウルトロン・センチネルをおびき寄せると、ボットをそれらに取り付けて制御下に置き、ウルトロン本体を倒すために要塞へと侵入させる。彼はウルトロンと思われるものへとたどり着くが、中枢にあるユニットが苦痛を感じていることを知る。オクタビウスはそれがウルトロンではなく、操られている別のものであることを理解する。オクタビウスは修復機能によりコントロールを失ったウルトロン・センチネルの反撃により撤退を余儀なくされる。

#### 『ウルヴァリン&X-MEN』
過去へと時間移動してニック・フューリーのホバーカーを盗んだ直後、ウルヴァリンとインビジブルウーマンはウルトロンを開発するヘンリー・ピムへ対処する計画について話し合い、インビジブルウーマンは大きなバタフライ効果を生む危険性があるために最小限のリスクで行動しなければならないと再度指摘する。道中、車のエネルギーが切れたために彼らは電池を探しにS.H.I.E.L.D.の秘密基地へ侵入する。基地に入ると二手に別れ、ウルヴァリンは電池を探し、一方でインビジブルウーマンはヘンリー・ピムの居場所を探る手段を見つける。ウルヴァリンはその過程でブルードが捕らわれている研究室を見つける。ウルヴァリンはブルードが入れられていたカプセルを壊して開放するが、それは彼を攻撃し、彼の体内で子供を孵化させる。ウルヴァリンはブルードと戦い、体の中の子供を殺す。その後ウルヴァリンは研究室に保管されている他のブルードが彼の攻撃データを元にして進化していることを知る。一方でインビジブルウーマンはピムの居場所を調べるために監視室に侵入する。彼女はS.H.I.E.L.D.がバクスター・ビルディングを含むあらゆる場所をモニタリングしていたことを知る。彼女はラインを越えることを考え始め、過去のミスター・ファンタスティックにS.H.I.E.L.D.から監視されていることを伝える。自らの仕事を終えた2人は基地を去り、ピムのもとへと出発する。以前とは逆に、ウルヴァリンは最小限で事を済ませるべきと言うが、インビジブルウーマンは手段を選ばないことを決意する。

#### 『アンキャニィ・アベンジャーズ』
西暦4145年、征服者カーンは少年期のアポカリプス・ツインズを宮殿へと招く。彼らはウルヴァリンとインビジブル・ウーマンが歴史を変えたことで生まれた時間線でカーネル・アメリカを殺害する任務のため派遣される。アポカリプス・ツインズの任務は失敗に終わるが、代わりにその世界のハボックとローグの殺害に成功し、それが彼らが初めて奪った命となった。失敗に対する処罰として、カーンはツインズを強制収容所に送り返す。

#### 『フィアレス・ディフェンダーズ』
ヘンリー・ピムの死によって歴史が変わってしまった平行世界では、モーガナ・ル＝フェイとその夫のドクター・ドゥームが地球の半分を征服していた。ル＝フェイとドゥームのあいだに生まれた娘のキャロラインは、子供の自分を捨てた復讐を果たすためにヒッポリタと手を組む。ラトベリアを訪れたキャロラインとヒッポリタはドクター・ドゥームは既に死亡し、ヒッポリタの父のアレスと入れ替わっていたことを知る。ヒッポリタはアレスを倒し、アマゾン軍団（アレスによって捕虜にされていた）の指揮官に復帰する。

## 関連タイトル一覧
| タイトル                | イシュー         | 参照             |
| 本編ミニシリーズ        | 本編ミニシリーズ | 本編ミニシリーズ |
| ----------------------- | ---------------- | ---------------- |
| Age of Ultron           | #1-10            | [ 28 ]           |
| タイイン                |                  |                  |
| Fantastic Four          | #5AU             | [ 28 ]           |
| The Superior Spider-Man | #6AU             | [ 28 ]           |
| Avengers Assemble       | #14AU-15AU       | [ 29 ] [ 30 ]    |
| Wolverine and the X-Men | #27AU            | [ 29 ]           |
| Ultron                  | #1AU             | [ 29 ]           |
| Uncanny Avengers        | #8AU             | [ 30 ]           |
| Fearless Defenders      | #4AU             | [ 30 ]           |
| エピローグ              |                  |                  |
| Age of Ultron           | #10A.I.          | [ 31 ]           |
| アフターマス            |                  |                  |
| Hunger                  | #1-4             | [ 32 ]           |
| The Indestructible Hulk | #11-15           |                  |

## コレクテッドエディション
| タイトル                             | 収録内容 | ISBN           |
| ------------------------------------ | --- | -------------- |
| Age of Ultron                        | Avengers #12.1, Age of Ultron #1-10 | 978-0785155652 |
| Age of Ultron Companion              | Avengers Assemble #14AU-15AU, Fantastic Four #5AU, Fearless Defenders #4AU, Superior Spider-Man #6AU, Ultron #1AU, Uncanny Avengers #8AU, Wolverine & the X-Men #27AU, Age of Ultron #10AI | 978-0785184850 |
| What If? Age of Ultron               | What If? Age of Ultron #1-5 | 978-0785190547 |
| Indestructible Hulk: S.M.A.S.H. Time | Indestructible Hulk #11-15 | 978-0785188858 |
| Guardians of the Galaxy: Angela      | Guardians of the Galaxy #4-10 | 978-0785188858 |

## 日本語版
日本語版はヴィレッジブックスより発売された。
| タイトル                              | 収録内容 | ISBN           |
| ------------------------------------- | --- | -------------- |
| エイジ・オブ・ウルトロン Vol.1        | Avengers #12.1, Age of Ultron #1-5 | 978-4864912273 |
| エイジ・オブ・ウルトロン Vol.2        | Age of Ultron #6-10 | 978-4864912303 |
| エイジ・オブ・ウルトロン コンパニオン | Avengers Assemble #14AU-15AU, Fantastic Four #5AU, Fearless Defenders #4AU, Superior Spider-Man #6AU, Ultron #1AU, Uncanny Avengers #8AU, Wolverine & the X-Men #27AU, Age of Ultron #10AI | 978-4864912396 |

## 他のバージョン

### What If?
『エイジ・オブ・ウルトロン』に関連した『What If?』は全5号のミニシリーズとして発売された。

### 『シークレット・ウォーズ』（2015年）
2015年の『シークレット・ウォーズ』の一環で『Age of Ultron vs. Marvel Zombies』が発売された。バトルワールドのエイジ・オブ・ウルトロンの領域はパーフェクションと呼ばれており、デスランド（マーベルゾンビーズ）やニューザンダー（アナイアレーション・ウェイブ）と同じく他のバトルワールドの領域と壁で隔絶されている。これは元のストーリーラインとは異なり、ウルトロンが自我に目覚めた直後にピムを殺害した別の世界となっている。

## 他のメディア
2013年、トム・ブレブールトはマーベル・スタジオズが今後の映画で『エイジ・オブ・ウルトロン』のいくつかの要素を使用することを示唆し、「私の推測では、おそらく遅かれ早かれ彼らがアベンジャーズの映画を進めていけば、ウルトロンにたどり着くだろう。（中略）我々は特にそのために『エイジ・オブ・ウルトロン』をやったのではない。しかし、我々はマーベルでまとまっているので、彼らが『エイジ・オブ・ウルトロン』やそれ以前のウルトロンのストーリーを参照して映画を作っても私は驚かないだろう。だがそれはあくまで私の推測だ」と述べた。
2013年7月20日、ジョス・ウェドンとマーベル・スタジオズはサンディエゴ・コミコン・インターナショナルは2012年の『アベンジャーズ』の続編のタイトルが『アベンジャーズ/エイジ・オブ・ウルトロン』となり、ウルトロンが主要な悪役となることを発表した。しかしながら映画はタイトルを借りているだけであり、コミックをベースとしたストーリーではない。